# Beitar Illit
Beitar Illit (hebreo: ביתר עילית) es un asentamiento israelí situado al oeste de Gush Etzion, en Cisjordania. La ciudad fue establecida en 1985 sobre tierras confiscadas a las aldeas palestinas de Husan y Nahalin. Se encuentra a diez kilómetros de Jerusalén. En septiembre de 2018, había una población de 56.746 habitantes. Beitar Illit fue la primera ciudad jaredí.

## Demografía
De acuerdo con la Oficina Central de Estadísticas de Israel (CBS), en 2001, la composición étnica de la ciudad era 100% judía, con 8900 varones y 8400 mujeres. La mayoría de la población es jaredí con el 62,9% de sus habitantes con 19 años de edad o menos, el 18,1% entre 20 y 29, 14,6% entre los 30 y los 44, el 3,4% de 45 a 59, el 0,4% de 60 a 64, y el 0,7 % de 65 años de edad o más. La tasa de crecimiento de la población en 2001 fue de 9,6%.[cita requerida]

## Ingresos
De acuerdo a la CBS, en el año 2000, en la ciudad había 2172 trabajadores asalariados y 131 trabajadores autónomos. El promedio de salario mensual en ese mismo año de un trabajador asalariado era de 3079 séquels, siendo el promedio para los hombres de 4475 séquels y para las mujeres de 2173 séquels. El promedio de ingresos para los trabajadores por cuenta propia es de 4438 séquels. Hay 99 personas que reciben seguro de desempleo y 671 personas que reciben una garantía de ingresos.[cita requerida]

## Educación
De acuerdo con la CBS, hay 26 escuelas y yeshivás con 3225 estudiantes en el asentamiento. De este total de escuelas, 22 son escuelas primarias con 3019 estudiantes, y 4 son escuelas secundarias con 206 estudiantes. Toda la educación en el asentamiento es religiosa, ya que su población es exclusivamente jaredí.[cita requerida]

## Logros
A pesar de no tener un mínimo de comercio e industria y siendo, en general, un asentamiento económicamente débil, Beitar Illit ha sido galardonado por el Ministerio del Interior israelí con la Medalla de Oro al presupuesto equilibrado durante siete años seguidos. Al departamento de asistencia social municipal se le otorgó un premio y reconocimiento por el Gobierno Nacional por su labor en la prevención de la deserción escolar adolescente. También recibió en el 2005 "Premio Bandera" a nivel nacional, así como cinco años el premio "Estrellas de Beaty" del Consejo para el Hermoso Israel, por ser uno de los municipios más limpios de Israel, y por la educación de la comunidad, haciendo hincapié en los programas de reciclaje.